# Au cœur du stade
Au cœur du stade – czwarty koncertowy francuskojęzyczny album Céline Dion, wydany 3 września 1999 roku. Album został nagrany podczas występów artystki w ramach trasy Let’s Talk About Love Tour w Stade de France w Paryżu 19 i 20 czerwca 1999 roku. Obydwa całkowicie wyprzedane koncerty zgromadziły łącznie 180,000 widownię. Utwory wykonywane w trakcie koncertów pochodzą głównie z albumu S’il suffisait ’aimer. Na krążku umieszczono także anglojęzyczne piosenki Let’s Talk About Love oraz My Heart Will Go On. Równolegle z wydaniem płyty CD z wyborem wykonywanych na żywo utworów ukazała się także płyta DVD z zapisem całego, trwającego 90 minut koncertu.

## Lista utworów
| #   | Tytuł | Autorzy | Czas trwania |
| --- | --- | --- | ------------ |
| 1.  | Let’s Talk About Love | B. Adams, J.J. Goldman, E. Kennedy | 7:39         |
| 2.  | Dans un autre monde (In Another World) | J.J. Goldman | 4:26         |
| 3.  | Je sais pas (I Don't Know) | J.J. Goldman, J. Kapler | 5:47         |
| 4.  | Je crois toi (I Believe You) | J.J. Goldman | 4:36         |
| 5.  | Terre (Earth) | E. Benzi | 4:26         |
| 6.  | J'irai où tu iras (with Jean-Jacques Goldman) (I'll Go Where You Go)                                                                         | J.J. Goldman | 4:06         |
| 7.  | S’il suffisait ’aimer (If Only Love Could Be Enough)                                                                                         | J.J. Goldman | 5:10         |
| 8.  | On ne change pas (We Don't Change) | J.J. Goldman | 6:03         |
| 9.  | Medley acoustique Ce n’était qu’un rêve/D’amour ou d’amitié Mon ami m’a quittée/L’amour existe encore Un garçon pas comme les autres (Ziggy) | T. Dion, C.Dion, J. Dion; R. Vincent, J.P. Lang, E. Marnay; C. Loigerot, T. Geoffroy, E. Marnay; L. Plamondon, R. Cocciante; L. Plamondon, M. Berger | 11:33        |
| 10. | Pour que tu m'aimes encore (For You To Still Love Me)                                                                                        | J.J. Goldman | 5:20         |
| 11. | My Heart Will Go On | J. Horner, W. Jennings | 5:23         |

## Certyfikaty i sprzedaż
| Kraj              | Certyfikat          | Sprzedaż | Najwyższa pozycja |
| ----------------- | ------------------- | -------- | ----------------- |
| Belgia (Flandria) | platynowa płyta     | 50 000   | 3                 |
| Belgia (Walonia)  | platynowa płyta     | 50 000   | 1                 |
| Europa            | -                   | 800 000  | -                 |
| Francja           | 2 x platynowa płyta | 600 000  | 1(2)              |
| Holandia          | -                   | -        | 23                |
| Kanada            | złota płyta         | 50 000   | 15                |
| Niemcy            | -                   | -        | 37                |
| Stany Zjednoczone | -                   | 10 000   | -                 |
| Szwajcaria        | platynowa płyta     | 50 000   | 1(4)              |
| Wielka Brytania   | -                   | -        | 146               |